# Diaea tristania
Diaea tristania es una especie de araña cangrejo del género Diaea, familia Thomisidae. Fue descrita científicamente por Rainbow en 1900.

## Distribución
Esta especie se encuentra en Nueva Gales del Sur.